# Survival of the Fittest

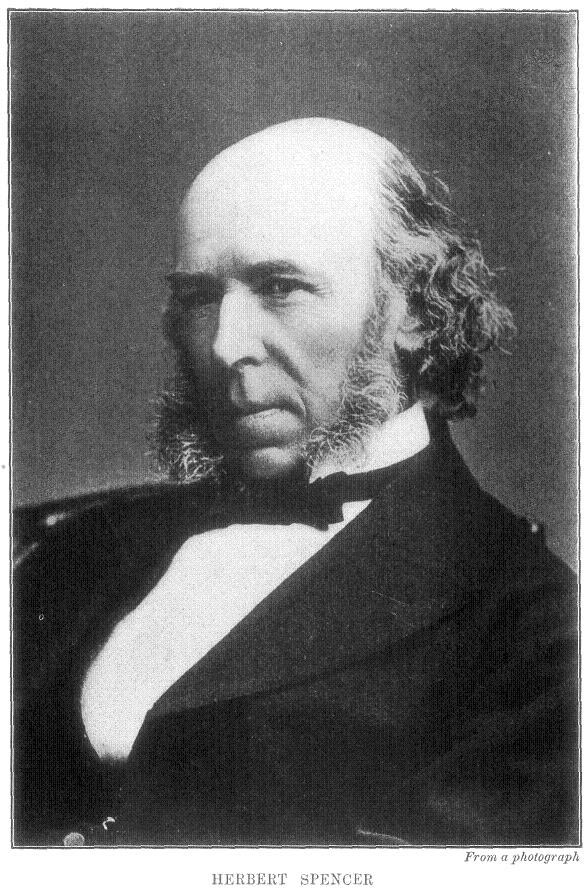
Herbert Spencer, der Urheber des Begriffs „Survival of the Fittest“

Survival of the Fittest bedeutet im Sinne der darwinschen Evolutionstheorie das Überleben der am besten angepassten Individuen. Dieser Ausdruck wurde im Jahr 1864 durch den britischen Sozialphilosophen Herbert Spencer geprägt. Charles Darwin übernahm den Ausdruck ab der 5. englischsprachigen Auflage seines Werkes Die Entstehung der Arten von 1869 ergänzend zu seinem zum Fachterminus gewordenen Begriff natural selection (natürliche Selektion).

## Herkunft
Herbert Spencer prägte die Wendung „Survival of the Fittest“ im Jahr 1864 in seinen Principles of Biology und brachte ihn in die Diskussion um Darwins Buch zur Entstehung der Arten ein:
„Wenn […] Individuen einer Species […] nothwendig in zahllosen Richtungen und Graden auseinander gehen müssen, […] dann müssen auch unter allen Individuen einige stets weniger als andere der Gefahr ausgesetzt sein, dass ihr Gleichgewicht durch eine besondere einwirkende Kraft […] vollständig zerstört werde. […] Die nothwendige Folge wird sein, dass jene Individuen, deren Functionen am meisten von dem Gleichgewichte mit dem modificirten Aggregate äusserer Kräfte abweichen, zu Grunde gehen müssen, während dagegen jene fortleben werden, deren Functionen am ehesten dem Gleichgewicht mit dem abgeänderten Aggregate äusserer Kräfte nahe kommen.“
„Dieses Überleben der Passendsten (engl.: Survival of the Fittest) aber hat auch die Vermehrung der Passendsten zur Folge. […]“
„Dieses Überleben der Passendsten […] ist dasselbe, was Herr Darwin als Natürliche Zuchtwahl (engl.: Natural Selection) […] bezeichnet hat.“
Die zuweilen in der wissenschaftshistorischen Literatur vertretene Ansicht, Spencer habe das „Survival of the Fittest“ schon 1851 in seinen „Social Statics“ oder 1852 in seiner „Theory of population“ geprägt, ist in dieser Form nicht richtig. Spencer vertrat mit dem Konzept aber nicht dem Begriff nach das „Survival of the Fittest“ in einem soziopolitischen Sinn. Den Begriff „Survival of the Fittest“ brachte er erst 1864 wie oben beschrieben in den „Principles of Biology“ in die Auseinandersetzung um Darwins Buch der Entstehung der Arten ein.

## Darwin
Das Kapitel über die natürliche Selektion überschreibt Darwin von diesem Zeitpunkt an mit Natural Selection; or The Survival of the Fittest. Darwin sah sich zu diesem Schritt gezwungen, da sein Werk Die Entstehung der Arten direkt nach Erscheinen 1859 massiven Vorwürfen ausgesetzt war, mit dem Begriff Natural Selection personifiziere es die Natur. Das entscheidende Argument für die erweiterte Begrifflichkeit lieferte dann Darwins Mitstreiter Alfred Russel Wallace, der an Darwin schrieb, der Begriff Natural Selection sei eigentlich ein metaphorischer Ausdruck für Herbert Spencers Survival of the Fittest. Natural Selection sei deshalb unangemessen, da sich in der Evolution nicht so sehr eine Selektion begünstigter, als vielmehr eine Elimination unvorteilhafter Individuen ereigne. Dieser Kritik stimmte Darwin zu und übernahm den Begriff.
Auf die Mehrdeutigkeit und die Missbrauchsmöglichkeiten der Spencerschen Begrifflichkeit – schon in der englischen Originalsprache – hat Darwins Mitstreiter Thomas Henry Huxley in einer frühen Phase der Diskussion hingewiesen.
Evolutionsbiologen vermeiden heute den Begriff, da er die aktuelle Vorstellung von der Evolution nicht angemessen beschreibt. Zum einen suggeriert er eine Kontinuität in der Evolution hin zu immer größerer Fitness. Heutige Arten wären dann „fitter“ als ausgestorbene, was nicht der Fall ist. Zum zweiten ignoriert er das Prinzip der sexuellen Selektion.